# Reino Unido en los Juegos Paralímpicos de Toronto 1976
El Reino Unido estuvo representado en los Juegos Paralímpicos de Toronto 1976 por un total de 87 deportistas, 64 hombres y 23 mujeres.

## Medallistas
El equipo paralímpico británico obtuvo las siguientes medallas:
| Nombre                                     | Deporte                    | Evento                                           |
| ------------------------------------------ | -------------------------- | ------------------------------------------------ |
| Oro                                        |                            |                                                  |
| B. Howie                                   | Atletismo                  | 60 m 3 femenino                                  |
| H. Terry                                   | Atletismo                  | Disco 5 femenino                                 |
| D. Howie                                   | Atletismo                  | 1500 m marcha B masculino                        |
| A. West                                    | Atletismo                  | Pentatlón 1A masculino                           |
| K. Bonnet                                  | Bolos sobre hierba         | Individual B femenino                            |
| Peter Pienerosa                            | Bolos sobre hierba         | Individual D masculino                           |
| Michael Shelton                            | Bolos sobre hierba         | Individual Wh masculino                          |
| J. Anderson R. Miller                      | Bolos sobre hierba         | Dobles C masculino                               |
| J. Swann                                   | Esgrima en silla de ruedas | Florete individual 2-3 femenino                  |
| T. Willett                                 | Esgrima en silla de ruedas | Espada individual 2-3 masculino                  |
| Cyril Thomas                               | Esgrima en silla de ruedas | Sable individual 4-5 masculino                   |
| M. Vaughan                                 | Natación                   | 100 m braza D femenino                           |
| M. Vaughan                                 | Natación                   | 100 m espalda D femenino                         |
| M. Vaughan                                 | Natación                   | 100 m libre D femenino                           |
| M. Vaughan                                 | Natación                   | 100 m mariposa D femenino                        |
| M. Vaughan                                 | Natación                   | 200 m estilos D femenino                         |
| S. Sherrill                                | Natación                   | 25 m espalda 1A femenino                         |
| S. Sherrill                                | Natación                   | 25 m libre 1A femenino                           |
| Mike Kenny                                 | Natación                   | 25 m braza 1A masculino                          |
| Mike Kenny                                 | Natación                   | 25 m espalda 1A masculino                        |
| Mike Kenny                                 | Natación                   | 25 m libre 1A masculino                          |
| James Muirhead                             | Natación                   | 100 m mariposa A masculino                       |
| James Muirhead                             | Natación                   | 400 m estilos A masculino                        |
| D. Bonnar                                  | Natación                   | 50 m mariposa 5 masculino                        |
| T. Taylor                                  | Snooker                    | Individual A-C masculino                         |
| Jane Blackburn                             | Tenis de mesa              | Individual 1B femenino                           |
| S. Bradshaw                                | Tenis de mesa              | Individual 1B masculino                          |
| S. Bradshaw T. Taylor                      | Tenis de mesa              | Dobles 1B masculino                              |
| Alan Corrie C. Anslow N. Biggs             | Tiro con arco              | Distancia corta por equipos, clase abierta mixto |
| Plata                                      |                            |                                                  |
| H. Terry                                   | Atletismo                  | Peso 5 femenino                                  |
| H. Terry                                   | Atletismo                  | Pentatlón 5 femenino                             |
| M. Harrower                                | Atletismo                  | Disco A femenino                                 |
| L. Bethel                                  | Atletismo                  | Jabalina B femenino                              |
| M. Roberts                                 | Atletismo                  | Jabalina F masculino                             |
| G. Matthews                                | Bolos sobre hierba         | Individual Wh femenino                           |
| I. Baker K. Bonnet                         | Bolos sobre hierba         | Dobles B femenino                                |
| Margaret Maughan F. Nowak                  | Bolos sobre hierba         | Dobles Wh femenino                               |
| William McLeod                             | Bolos sobre hierba         | Individual A masculino                           |
| G. Morgan                                  | Bolos sobre hierba         | Individual B masculino                           |
| Peter Pienerosa J. Gladman                 | Bolos sobre hierba         | Dobles D masculino                               |
| Margaret Maughan M. Cooper                 | Dartchery                  | Dobles clase abierta femenino                    |
| Cyril Thomas                               | Esgrima en silla de ruedas | Espada individual 4-5 masculino                  |
| M. Kelly                                   | Esgrima en silla de ruedas | Sable individual 2-3 masculino                   |
| Cyril Thomas J. Clarke M. Kelly T. Willett | Esgrima en silla de ruedas | Espada por equipos 2-5 masculino                 |
| Cyril Thomas M. Kelly T. Willett           | Esgrima en silla de ruedas | Sable por equipos 2-5 masculino                  |
| R. Rowe                                    | Halterofilia               | Peso mediopesado masculino                       |
| D. Smith                                   | Natación                   | 25 m mariposa 4 femenino                         |
| D. Smith                                   | Natación                   | 150 m estilos 4 femenino                         |
| A. West                                    | Natación                   | 25 m espalda 1A masculino                        |
| A. West                                    | Natación                   | 25 m libre 1A masculino                          |
| James Muirhead                             | Natación                   | 100 m espalda A masculino                        |
| James Muirhead                             | Natación                   | 100 m libre A masculino                          |
| Brian Faulkner                             | Snooker                    | Individual 2-5 masculino                         |
| M. Jones G. Matthews                       | Tenis de mesa              | Equipo 2 femenino                                |
| Gwen Buck J. Swann                         | Tenis de mesa              | Equipo 3 femenino                                |
| L. Smith                                   | Tiro con arco              | Ronda tetraplejia A-C masculino                  |
| Equipo                                     | Voleibol de pie            | Torneo masculino                                 |
| Bronce                                     |                            |                                                  |
| L. Bethel                                  | Atletismo                  | 100 m B femenino                                 |
| L. Bethel                                  | Atletismo                  | Disco B femenino                                 |
| Carol Bryant                               | Atletismo                  | 60 m 4 femenino                                  |
| M. Harrower                                | Atletismo                  | Peso A femenino                                  |
| Jane Blackburn                             | Atletismo                  | Pentatlón 1B femenino                            |
| D. Jackson                                 | Atletismo                  | Pentatlón 2 femenino                             |
| T. Rae                                     | Atletismo                  | 100 m 2 masculino                                |
| C. Ireland                                 | Atletismo                  | Pentatlón D masculino                            |
| I. Baker                                   | Bolos sobre hierba         | Individual B femenino                            |
| Gwen Buck                                  | Bolos sobre hierba         | Individual Wh femenino                           |
| Gwen Buck G. Matthews                      | Bolos sobre hierba         | Dobles Wh femenino                               |
| R. Miller                                  | Bolos sobre hierba         | Individual C masculino                           |
| McCreadie                                  | Bolos sobre hierba         | Individual Wh masculino                          |
| D. Avis McCreadie                          | Bolos sobre hierba         | Dobles Wh masculino                              |
| V. Ross                                    | Esgrima en silla de ruedas | Florete individual 2-3 masculino                 |
| H. Wardle                                  | Esgrima en silla de ruedas | Florete individual novel masculino               |
| J. Clarke                                  | Esgrima en silla de ruedas | J. Espada individual 4-5 masculino               |
| T. Willett                                 | Esgrima en silla de ruedas | Sable individual 2-3 masculino                   |
| Carol Bryant                               | Esgrima en silla de ruedas | Florete individual 4-5 femenino                  |
| J. Robertson J. Swann P. Waller            | Esgrima en silla de ruedas | Florete por equipos novel femenino               |
| D. Smith                                   | Natación                   | 50 m espalda 4 femenino                          |
| D. Smith                                   | Natación                   | 50 m libre 4 femenino                            |
| J. Orpwood                                 | Natación                   | 50 m braza 4 femenino                            |
| B. Brooks                                  | Natación                   | 25 m braza 1C masculino                          |
| B. Brooks                                  | Natación                   | 25 m espalda 1C masculino                        |
| B. Speedy                                  | Natación                   | 50 m espalda E masculino                         |
| Michael Shelton                            | Snooker                    | Individual 2-5 masculino                         |
| P. Haslam                                  | Snooker                    | Individual A-C masculino                         |
| G. Matthews                                | Tenis de mesa              | Individual 2 femenino                            |
| J. Swann                                   | Tenis de mesa              | Individual 3 femenino                            |
| Carol Bryant                               | Tenis de mesa              | Individual 4-5 femenino                          |
| B. Speedy                                  | Tenis de mesa              | Individual E masculino                           |
| Derek Williams D. Leake                    | Tenis de mesa              | Equipo 2 masculino                               |
| McDonald D. Riches                         | Tenis de mesa              | Equipo 4-5 masculino                             |
| G. Matthews                                | Tiro con arco              | Distancia corta clase abierta femenino           |
| N. James                                   | Tiro con arco              | Ronda FITA tetraplejia masculino                 |
| Alan Corrie                                | Tiro con arco              | Distancia corta clase abierta masculino          |